# 革命工人党 (俄罗斯)
革命工人党（俄语：Революционная рабочая партия）是俄罗斯的一个托洛茨基主义政党。
1999年1月，争取工人民主和国际社会主义委员会决定改组为革命工人党，并加入工人国际委员会。2002年，该党一分为三：以莫斯科为活动中心的“革命工人党”、以彼尔姆为活动中心的“革命工人党”以及“工人民主”组织，后者继承了工人国际委员会支部的身份。2011年4月，以彼尔姆为活动中心的“革命工人党”并入俄罗斯社会主义运动。以莫斯科为活动中心的“革命工人党”则继续存在。
该党的意识形态是马克思主义、托洛茨基主义。该党的政治立场是极左翼。该党的总部位于莫斯科。该党出版刊物《工人民主》。该组织参与了2021年俄罗斯抗议事件。